# Felipe Calderón
Felipe de Jesús Calderón Hinojosa, född 18 augusti 1962 i Morelia, Michoacán, var Mexikos president mellan den 1 december 2006 och den 30 november 2012. 
Överlämnandet av presidentskapet till Caldéron, från företrädaren Vicente Fox, skedde tumultartat då slagsmål uppstod i kongressen mellan konservativa och socialistiska ledamöter. 
Caldéron tillhör partiet Partido Acción Nacional (PAN), det mest konservativa av de tre största mexikanska politiska partierna. PAN stödjer marknadsliberala reformer som ett viktigt led i att skapa ekonomisk tillväxt.

## Barndom och ungdomsår
Felipe Calderón Hinojosa är son till Luis Calderón Vega och María del Carmen Hinojosa González. Han fick kandidatexamen i juridik från Escuela Libre de Derecho i Mexico City, och har examen i ekonomi från Instituto Tecnológico Autónomo de México (ITAM) samt Master of Public Administration vid John F. Kennedy School of Government vid Harvard University.
Han är gift med Margarita Zavala, och har tre barn: María, Luis Felipe och Juan Pablo.

## Politik
Calderón motsätter sig abort, dödshjälp, preventivmedel och äktenskap mellan homosexuella. Han stödjer däremot platt skatt och frihandel, särskilt med USA.

## Kritik
Kritik mot Calderón kom under presidentkampanjen, en del från PRD, annat från kolumnister och andra journalister. Hans kompetens som direktör över Banobra, Fobaproa-affären och Hildebrando-affären har alla varit utsatta för kritik. Hans huvudmotståndare i presidentvalet López Obrador har inte accepterat valförlusten.

## Utmärkelser
- Kedja av Isabella den katolskas orden,  2008[2]
- Elefantorden,  18 februari 2008[3]
- Madrids gyllene nyckel,  12 juni 2008[4]
- Storkors av Bathorden,  2009[5]
- Champions of the Earth,  2011
- Kedja av Civiltjänstorden,  2013[6]
- Belizeorden
- Quetzalorden
- José Matías Delgado-orden
- Chilenska förtjänstorden
- San Carlos-orden
- Storkors med kedja av Södra korsets orden
- Dannebrogorden

[Redigera Wikidata]